# 1561
Відродження •  Реформація •  Доба великих географічних відкриттів •  Ганза

## Геополітична ситуація
Османську державу очолює Сулейман I Пишний (до 1566). Імператором Священної Римської імперії є Фердинанд I Габсбург (до 1564). У Франції королює Карл IX Валуа (до 1574).
Італія за винятком Папської області та Венеціанської республіки належить Священній Римській імперії.
Королем Іспанії та правителем Нижніх земель є Філіп II Розсудливий (до 1598). В Португалії королює Себастьян I Бажаний (до 1578). Королевою Англії є Єлизавета I (до 1603). Королем Данії та Норвегії — Фредерік II (до 1588). Королем Швеції — Ерік XIV (до 1569). Королем Угорщини та Богемії є римський король Фердинанд I Габсбург (до 1564). Королем Польщі та Великим князем литовським є Сигізмунд II Август (до 1572). Московське князівство очолює Іван IV (до 1575).
Галичина входить до складу Польщі. Волинь та Придніпров'я належить Великому князівству Литовському.
На заході євразійських степів існують Кримське ханство, Ногайська орда. Єгиптом володіють турки. Шахом Ірану є сефевід Тахмасп I.
У Китаї править династія Мін. Значними державами Індостану є Імперія Великих Моголів, Біджапурський султанат, Віджаянагара. В Японії триває період Муроматі.
Триває підкорення Америки європейцями. На завойованих землях ацтеків існує віцекоролівство Нова Іспанія, на колишніх землях інків — Нова Кастилія.

## Події

### В Україні
- Весна. Донесення з Константинополя: «Капітан Дмитрашка (Дмитро Вишневецький) з козаками та черкесами спустилися Доном повз Тани (Азов), оволоділи кількома фортецями на узбережжі й досягли Кафи»[1].
- Завершилося будівництво замку у Клевані (Рівненська область).[2]
- У Пересопницькому монастирі Різдва Пресвятої Богородиці завершено працю над створенням національного символу та присяжної книги українців — Пересопницького Євангелія, замовленого княгинею Анастасією Юріївною Гольшанською-Дубровицькою.
- Письмова згадка про Вовчиці та Омит (Зарічненський район).
- Старокостянтинів отримав магдебурзьке право.

### У світі
- У Москві завершилося будівництво Покровського собору — храму Василя Блаженного, зведеного в ознаменування взяття московитами Казані в 1552 році.
- Лівонська війна:
  - 6 червня шведські війська ввійшли в Естонію.
  - Віленська унія. 28 листопада, після розгрому головних сил Лівонського ордену в битві під Егремом (1560), його керівництво оголосило про розпуск Ордену, землі якого повинні були стати спільним володінням Великого князівства Литовського і Польщі, а на його території було утворене Курляндське герцогство, де за лицарями-тевтонцями зберігались їхні права та привілеї.

- 20 вересня англійська королева Єлизавета підписала договір з лідером французьких гугенотів Людовиком Бурбоном, принцом Конде, — Англія отримувала у своє розпорядження місто Гавр у обмін за надання Бурбонам фінансової і військової допомоги для боротьби з французькими католиками.
- Мадрид проголошено столицею Іспанії.
- Мешканці Нюрнберга спостерігали в небі битву трикутних об'єктів.
- Могол Акбар I Великий розпочав кампанію проти Малави. Після захоплення Малави, падишах усунув свого радника Адхам-хана, зосередивши всю владу в своїх руках.
- У Японії Такеда Сінґен завдав поразки Уесуґі Кенсіну в четвертій битві при Каванакадзімі.
- Руй Лопес де Сеґура видав «Книгу про спритність і мистецтво гри в шахи» .

## Народились
Докладніше: Народилися 1561 року
- 22 січня — Френсіс Бекон, англійський філософ, письменник
- 20 серпня — Якопо Пері, італійський композитор

## Померли
Докладніше: Померли 1561 року
- княгиня Анастасія Юріївна Заславська (Гольшанська-Дубровицька) — замовниця створення національного символу українського народу — Пересопницького Євангелія